# Irurita
Irurita est un village situé dans la commune de Baztan dans la Communauté forale de Navarre, en Espagne. Le village n'est pas doté du statut de concejo mais dispose d'une certaine autonomie et d'un maire délégué.
Irurita est situé dans la zone linguistique bascophone de Navarre. En 2011, 74.9% de la population de Baztan ayant 16 ans et plus avait le basque comme langue maternelle.